# 黃景仁
黃景仁（1749年—1783年），字漢鏞，一字仲則，自號鹿菲子，為文以黃仲則署名，江蘇常州府武進縣人，清代詩人。

## 生平

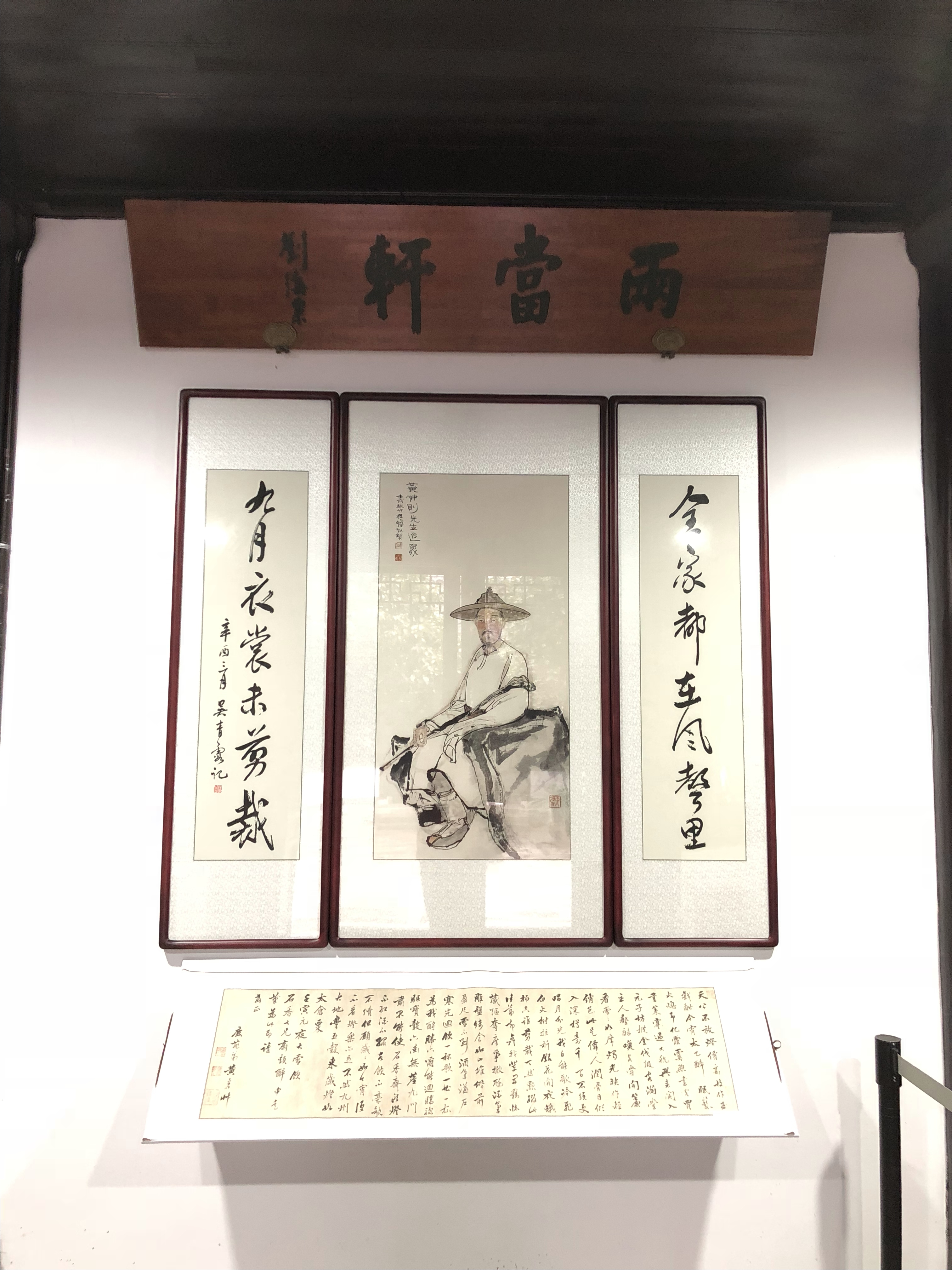
黄景仁旧居（两当轩）

黄庭坚之後裔，祖父黃大樂為高淳校官。父黃之掞為縣學生。四歲喪父，依賴母親屠氏養成，八歲能制舉文。十六歲應童子试，三千人中名列第一。十七歲補博士弟子員，於宜興氿里讀書。十九岁到常熟从学于邵齐焘。與汪中友好。乾隆三十一年，於江陰遇洪亮吉，与王昙并称“二仲”，和洪亮吉并称“二俊”。与洪亮吉、赵怀玉、杨伦、徐书受、孙星衍、吕星垣并称為毗陵七子。次年，娶趙夫人。乾隆三十三年（1768年），邵齐焘病殁，黄仲则益感人生奄忽，開始浪游浙江、安徽、江西、湖南等地，积诗千首。先后依附湖南按察使王太岳、太平知府沈业富。乾隆三十七年（1772年），成為安徽学政朱筠的幕僚。
乾隆四十一年（1776年）时值清廷平定金川，仲则以《平定两金川大功告成恭纪谨序》长诗并序应高宗東巡，召試入二等，得充武英殿书签官，任主簿。乾隆四十三年（1778年），受业于鸿胪寺少卿王昶门下。随着家眷来京，俸薄口眾，生计遂成问题。陝西巡撫畢沅寄五百兩銀子給他，邀其西游。仲则收下这笔资助，全數捐資县丞一職，在北京候补。由於新官久盼不到，旧职又遭停薪，家境日窘，在京城的最後日子，只得從伶人討食，粉墨登場。乾隆四十八年（1783年）為債家所迫，乃北走太行山，抱病投靠畢沅，行至山西解州運城，四月二十五日，以肺疾卒於河東鹽運使沈業富官舍。好友洪亮吉持其喪以歸。作品輯成《兩當軒集》。

## 文学成就
工於詩，诗学李白，“天才亮特”，其風格悲苦，《绮怀》十六首是代表作。黄景仁的《杂感》有名句：“十有九人堪白眼，百无一用是书生。”乾隆三十七年，作《笥河先生偕宴太白楼醉中作歌》，其中：“若论七尺归蓬蒿，此楼作客山是主。若论醉月来江滨，此楼作主山作宾。”一句富有辩证哲理味。“身后苍凉尽如此，俯仰悲歌亦徒尔。杯底空余今古愁，眼前忽尽东南美。高会题诗最上头，姓名未死重山丘。请将诗卷掷江水，定不与江东向流！”结尾四句点明主旨，人生短暂，但好的诗词定会被世人追捧，长久地流传。此诗一出，众人争相传抄，顿时纸张价格上涨，留下“太白楼纸贵”的佳话。毕沅编《吴会英才集》时，认为黄“不自检束”，僅选其詩百余首。当代著名诗词理论家徐晋如曾经说，读懂了郁达夫，才能与之讨论黄景仁。
又工於詞，“小令情辭兼勝，慢聲多楚調。”
生前約做兩千多首詩作，今存詩作一千餘首。朱克敬评其“狷狭寡谐”。

## 评价
- 王昶評其詩：“上自漢魏，下逮唐宋，無弗傚者，疏瀹靈腑，出精入能，刻琢沉摯，不以蹈襲剽竊為能。”
- 吳嵩梁於《石溪舫詩話》中提及：“仲則詩無奇不有，無妙不臻，如仙人張樂，音外有音。”
- 包世臣评价黄景仁：“乾隆六十年间，论诗者推为第一”。[12]
- 袁枚诗云：“中有黄滔今李白，观潮七古冠钱塘。”
- 瞿秋白诗云：“词人作不得，身世重悲酸。吾乡黄仲则，风雪一家寒。”

## 影响
现代作家郁達夫的小說《采石磯》即以黃景仁為故事主角。